# Arvi Tikkala
Arvid "Arvi" Richard Tikkala, född 18 oktober 1906 i Helsingfors, död 3 mars 1940 i Kollaanjoki, var en finländsk sångare och skådespelare. Tikkala var Finlands fjärde mest inspelande artist under 1930-talet.
Tikkala började sin skådespelarkarriär vid Helsingfors teatrar. Under början av 1930-talet blev han skådespelare till yrket genom anställning vid Björneborgs Teater. Han började även bruka sin sångröst genom operettroller. 1936 lämnade han teaterkarriären för musikverksamheten och på fyra år hade han gjort över hundra skivinspelningar. Han nådde stor popularitet och var Finlands fjärde mest inspelande artist; de övriga var Matti Jurva, Eugen Malmstén och Georg Malmstén. Tikkala gjorde sammanlagt 106 skivinspelningar för bolaget His Master's Voice.
Karriären slutade i och med vinterkriget 1939. Tikkala kallades till tjänstgöring, men inte till underhållningstrupperna. Han stupade under slaget vid Kollaanjoki den 3 mars 1940, tio dagar innan krigets slut.